# 고르나오랴호비차
고르나오랴호비차(불가리아어: Горна Оряховица)는 불가리아 북부에 위치한 벨리코터르노보주의 도시로, 인구는 32,436명(2009년 12월 기준), 높이는 140m이다. 불가리아 북부를 연결하는 철도 노선의 허브이며 시내에는 공항이 있다. 소피아까지 비행기로 약 30분 정도 연결되며 소피아에서 230km, 바르나에서 220km, 루세에서 100km, 벨리코터르노보에서 7km 정도 떨어진 곳에 위치한다.

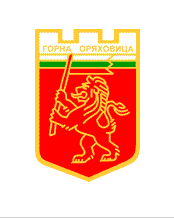
시 문장

## 자매 도시
- 헝가리 시게트센트미클로시
- 러시아 체레포베츠
- 우크라이나 미르호로드